# Les Fantômes du Delta
 (juin 2025).
Si vous disposez d'ouvrages ou d'articles de référence ou si vous connaissez des sites web de qualité traitant du thème abordé ici, merci de compléter l'article en donnant les références utiles à sa vérifiabilité et en les liant à la section « Notes et références ».
Les Fantômes du Delta est le deuxième roman d'Aurélien Molas, paru le 14 mars 2012.

## Résumé
La guérilla urbaine a mené le Nigeria au bord de la rupture.
Deux médecins de MSF présents sur place pour sauver les plus malchanceux sont embarqués malgré eux dans la recherche d'une petite fille qui pourrait tout changer.